# Сен-Лизье-дю-Планте
Сен-Лизье́-дю-Планте́ (фр. Saint-Lizier-du-Planté) — коммуна во Франции, находится в регионе Юг — Пиренеи. Департамент — Жер. Входит в состав кантона Ломбес. Округ коммуны — Ош.
Код INSEE коммуны — 32386.

## География

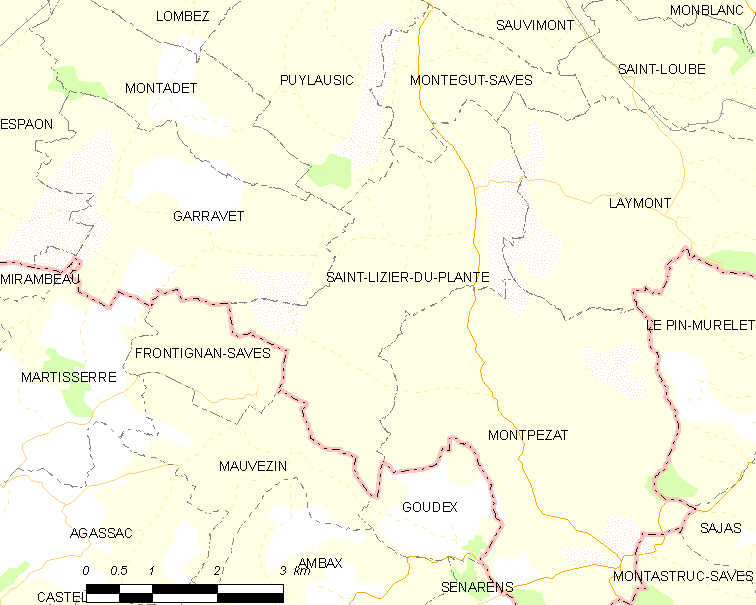
Карта коммуны

Коммуна расположена приблизительно в 620 км к югу от Парижа, в 45 км юго-западнее Тулузы, в 40 км к юго-восточнее от Оша.

## Климат
Климат умеренно-океанический. Лето жаркое и немного дождливое, температура часто превышает 35 °С. Зимой часто бывает отрицательная температура и ночные заморозки. Годовое количество осадков — 700—900 мм.

## Население
Население коммуны на 2010 год составляло 121 человек.
| 1962 | 1968 | 1975 | 1982 | 1990 | 1999 | 2010 |
| ---- | ---- | ---- | ---- | ---- | ---- | ---- |
| 174  | 152  | 131  | 112  | 120  | 112  | 121  |

## Администрация
| Период | Период | Фамилия          | Партия | Примечания |
| ------ | ------ | ---------------- | ------ | ---------- |
| 2001   | 2008   | Мишель Марти     |        |            |
| 2008   | 2020   | Реймонд Дамбьель |        |            |

## Экономика
В 2010 году среди 72 человек трудоспособного возраста (15-64 лет) 62 были экономически активными, 10 — неактивными (показатель активности — 86,1 %, в 1999 году было 69,7 %). Из 62 активных жителей работали 60 человек (30 мужчин и 30 женщин), безработных было 2 (1 мужчина и 1 женщина). Среди 10 неактивных 1 человек был учеником или студентом, 8 — пенсионерами, 1 был неактивным по другим причинам.